# Ортлоф, Фридрих
Фридрих Ортлоф (нем. Friedrich Ortloff; 10 октября 1797, Эрланген — 10 октября 1868, Йена) — германский юрист, учёный-правовед, научный писатель, преподаватель, президент Высшего апелляционного суда в Йене.
Родился в семье профессора философии, бывшего сапожника. В 1803 году вместе с семьёй переехал в Кобург, где в 1809—1814 годах учился в местной гимназии. После завершения среднего образования изучал право в университетах Йены, Гёттингена и Эрлангена; состоял в масонской ложе. Уже в 1816 году (в 19-летнем возрасте) получил в Кобурге право заниматься адвокатской практикой, в 1818 году опубликовал свою первую научную работу, в том же году получив степень доктора права. В 1819 году (в 24-летнем возрасте) принял должность профессора частного права в университете Йены. С 1826 года работал адвокатом в Высшем апелляционном суде Йены, совмещая практику с преподаванием; в 1844 году стал почётным профессором Йенского университета, а в 1847 году занял должность президента Высшего апелляционного суда.
Как учёный и как юрист-практик пользовался большим авторитетом и предпринимал значительные усилия по либерализации прецедентного права в Йене; после революционных событий 1848 года принимал в 1848—1849 годах участие в разработке уголовного и уголовно-процессуального кодексов Тюрингии, вступивших в силу в 1850 году, а в 1856 году был представителем Тюрингии в ходе разработки гражданского кодекса Саксонии. Был фактически одним из руководителей процесса пересмотра саксонского уголовного права и судопроизводства. 
Кроме работ по юриспруденции, оставил несколько трудов по общей истории. Главные его сочинения: «Justinians neue Verordnung über die Intestaterbfolge» (1816), «Von dem Papsthum über der Kirche und den Staaten und von der Reformation» (1817), «Ueber die Erziehung zum Bürger» (1818), «Grundzüge eines Systems des deutsch. Privatr.» (Иена, 1848), «Allgem. deutsch. Wechselordnung» (1848), «Die Agitation in Jena» (1848), «Geschichte der Grumbach’schen Handel» (1868—1870), «Bild aus deutsch. Vergangenheit» (1867).